# Zagłębie Lubin (piłka ręczna mężczyzn)
Miejski Klub Sportowy Zagłębie Lubin – polski męski klub piłki ręcznej, powstały w 1967 w Lubinie jako Górnik Lubin. Mistrz Polski w sezonie 2006/2007, zdobywca Pucharu Polski w sezonie 1992/1993, uczestnik Ligi Mistrzów w sezonie 2007/2008 (sześć meczów: zwycięstwo, remis i cztery porażki). Występuje w Superlidze.

## Historia
Klub powstał w 1967 w Zespole Szkół Górniczych w Lubinie pod nazwą Górnik Lubin. Jego pierwszym trenerem był Szymon Kanigowski.
Awans do I ligi lubińscy szczypiorniści, już pod nazwą Zagłębie Lubin, wywalczyli w sezonie 1990/1991. W sezonie 1992/1993 zdobyli Puchar Polski, pokonując w final four Chrobrego Głogów i Wybrzeże Gdańsk oraz remisując z Warszawianką. W sezonach 1994/1995, 2001/2002 (17 zwycięstw w 32 meczach; jeden punkt straty do trzeciego Śląska Wrocław) i 2003/2004 (19 zwycięstw, dwa remisy, 11 porażek) Zagłębie zajęło w lidze 4. miejsce. W sezonie 2003/2004 gracz Zagłębia Michał Kubisztal, który zdobył 223 gole, został królem strzelców Ekstraklasy. W poprzednich latach czołowymi strzelcami drużyny byli: Paweł Biały, Tomasz Folga, Grzegorz Gowin i Tomasz Morawski. Zagłębie występowało też w europejskich pucharach. W Pucharze Zdobywców Pucharów zadebiutowało w sezonie 1993/1994, przegrywając w dwumeczu z belgijskim Extran Beyne (19:22; 23:23). W sezonach 1995/1996 i 1999/2000 szczypiorniści Zagłębia uczestniczyli w City Cup, docierając w nim do 1/8 finału.
W sezonie 2004/2005 lubińscy szczypiorniści wywalczyli wicemistrzostwo Polski – w ćwierćfinale play-off pokonali MMTS Kwidzyn (28:26; 30:25), w półfinale zwyciężyli Śląsk Wrocław (20:17; 31:25), natomiast w finale zostali pokonani przez Wisłę Płock (23:27; 32:37; 42:43). Michał Kubisztal po raz drugi został królem strzelców ekstraklasy (zdobył 188 goli), a wśród czołowych strzelców ligi znaleźli się też dwaj inni zawodnicy Zagłębia: Tomasz Kozłowski i Bartłomiej Jaszka. Sezon 2005/2006 lubiński klub zakończył na 3. miejscu, pokonując Vive Kielce. Najlepszymi rzucającymi Zagłębia byli Michał Kubisztal i Piotr Obrusiewicz. W sezonie 2005/2006 lubinianie uczestniczyli również w rozgrywkach Pucharu Zdobywców Pucharów, odpadając z niego w drugiej rundzie po porażce z CBM Valladolid.
Rundę zasadniczą Ekstraklasy sezonu 2006/2007 Zagłębie zakończyło na 1. miejscu w tabeli, odnosząc 19 zwycięstw w 22 meczach. W ćwierćfinale play-off pokonało Piotrkowianina Piotrków Trybunalski (33:23; 32:28), natomiast w półfinale wygrało z Olimpią Piekary Śląskie (34:31; 29:25). W finałowej rywalizacji zmierzyło się z Wisłą Płock. Pierwsze dwa mecze wygrali lubińscy szczypiorniści (30:25; 28:18), w kolejnych dwóch zwycięstwo odniósł klub z Płocka (24:30; 29:30). O mistrzostwie Polski zadecydowało ostatnie spotkanie, rozegrane w Lubinie 19 maja 2007. W nim Zagłębie grało od 22. minuty bez swojego najlepszego strzelca Michała Kubisztala (w ciągu 22. minut rzucił pięć bramek), który otrzymał czerwoną kartkę. Ponadto w końcówce meczu na trybuny został odesłany przez sędziów szkoleniowiec lubinian Jerzy Szafraniec. W regulaminowym czasie gry był remis, w dogrywce prowadziła Wisła, jednak w jej końcowej fazie Bartłomiej Jaszka zdobył wyrównującą bramkę rzutem z 15 metrów, doprowadzając do drugiej dogrywki, która również nie wyłoniła zwycięzcy. W serii rzutów karnych lepsi okazali się lubinianie, wywalczając mistrzostwo kraju (bramki w serii rzutów karnych zdobyli: Tomasz Kozłowski, Radosław Fabiszewski, Paweł Orzłowski i Bartłomiej Tomczak, natomiast bramkarz Szymon Ligarzewski obronił rzuty Tomasza Palucha i Marka Witkowskiego). W sezonie 2006/2007 Zagłębie uczestniczyło również w Challenge Cup, dochodząc w nim do półfinału, w którym przegrało z rumuńskim CS UCM Resita.
W sezonie 2007/2008 Zagłębie ponownie dotarło do finału mistrzostw Polski, w którym zostało pokonane przez Wisłę Płock. W sezonie 2007/2008 lubiński zespół przystąpił również do gry w Lidze Mistrzów. W grupie G odniósł jedno zwycięstwo, zanotował jeden remis (z norweskim Drammen HK (33:33) na wyjeździe) i poniósł cztery porażki. Z dorobkiem trzech punktów zakończył rywalizację na ostatnim miejscu w tabeli. Wyjazdowe zwycięstwo z niemieckim SG Flensburg-Handewitt (33:32), które Zagłębie odniosło 11 października 2007, zostało uznane przez obserwatorów za sensację. W latach 2008–2011 klub kończył rundę zasadniczą rozgrywek ligowych na miejscach gwarantujących grę w play-offach. W sezonach 2008/2009 i 2009/2010 Zagłębie dotarło do finału Pucharu Polski, w którym dwukrotnie przegrało z Vive Kielce. W latach 2011–2015 klub walczył w Superlidze o miejsca 9–12. W sezonie 2015/2016 ponownie zagrał w fazie play-off – w meczu o 7. miejsce pokonał Chrobrego Głogów (30:19; 27:25).
Rundę zasadniczą sezonu 2016/2017 Zagłębie zakończyło na 6. miejscu w grupie pomarańczowej i 12. w tabeli zbiorczej (sześć zwycięstw, 20 porażek). Przystąpiło następnie do gry o Puchar Superligi, wygrywając trzy z pięciu meczów i zajmując 2. pozycję w grupie Suzuki. Dwaj zawodnicy Zagłębia otrzymali nagrody indywidualne – Jan Czuwara został wybrany odkryciem sezonu, a Arkadiusz Moryto otrzymał tytuł najlepszego skrzydłowego ligi. Po zakończeniu rozgrywek z klubu odszedł trener Paweł Noch, który został asystentem szkoleniowca reprezentacji Polski Piotra Przybeckiego. Jego następcą został powracający do Lubina Bartłomiej Jaszka. W sezonie 2017/2018 Zagłębie wygrało 13 meczów, a 17 przegrało. Z dorobkiem 45 punktów zajęło 5. miejsce w grupie granatowej i 9. w tabeli zbiorczej. W rozegranym w drugiej połowie kwietnia 2018 dwumeczu o dziką kartę do fazy play-off przegrało z MKS-em Kalisz (27:26; 24:36), odpadając z dalszej rywalizacji. Najlepszym strzelcem lubińskiej drużyny był Arkadiusz Moryto, który zdobył 227 goli i został królem strzelców rozgrywek, a ponadto został wybrany najlepszym skrzydłowym Superligi. Moryto podczas dwuletniego pobytu w Zagłębiu Lubin stał się etatowym reprezentantem Polski, wystąpił na mistrzostwach świata we Francji (2017), a komentatorzy wskazywali go jako jednego z najbardziej utalentowanych młodych skrzydłowych na świecie.
W rundzie zasadniczej sezonu 2018/2019 Zagłębie wygrało 10 meczów, a 16 przegrało. Z dorobkiem 29 punktów uplasowało się na 10. pozycji w tabeli. Wraz z pięcioma pozostałymi zespołami przystąpiło następnie do gry o utrzymanie. W rywalizacji w fazie spadkowej, która trwała od 17 kwietnia do 22 maja 2019, lubińska drużyna odniosła cztery zwycięstwa (pokonała Pogoń Szczecin, Stal Mielec, Arkę Gdynia i MKS Kalisz) i poniosła sześć porażek, gromadząc na swoim koncie 12 punktów i utrzymując się w Superlidze. Najlepszym strzelcem Zagłębia był Paweł Dudkowski, który rzucił 116 bramek. Po zakończeniu sezonu z zespołu odeszli zawodnicy, którzy tworzyli jego trzon (Krystian Bondzior, Dawid Dawydzik, Łukasz Kużdeba, Patryk Małecki, Jakub Moryń, Jakub Skrzyniarz i Mikołaj Szymyślik). Kadrę na nowy sezon uzupełniło czterech młodych graczy oraz doświadczony bramkarz Marcin Schodowski.

## Sukcesy
- Ekstraklasa:
  - 1. miejsce: 2006/2007
  - 2. miejsce: 2004/2005, 2007/2008
  - 3. miejsce: 2005/2006
- Puchar Polski:
  - 1. miejsce: 1992/1993
  - 2. miejsce: 2008/2009, 2009/2010
- Liga Mistrzów:
  - Faza grupowa: 2007/2008
- Challenge Cup:
  - 1/2 finału: 2006/2007

## Drużyna

### Kadra w sezonie 2019/2020
| Nr                                               | Zawodnik             | Pozycja      | Data ur.   | Wzrost |
| ------------------------------------------------ | -------------------- | ------------ | ---------- | ------ |
| 2                                                | Mikołaj Borowczyk    | rozgrywający | 09.10.2001 | 188    |
| 3                                                | Michał Stankiewicz   | obrotowy     | 26.03.1985 | 190    |
| 4                                                | Mikołaj Bysiak       | rozgrywający | 14.07.1999 | 184    |
| 6                                                | Igor Kasperski       | skrzydłowy   | 28.03.1999 | 174    |
| 8                                                | Przemysław Mrozowicz | rozgrywający | 03.09.1996 | 196    |
| 9                                                | Krzysztof Pawlaczyk  | rozgrywający | 26.08.1993 | 191    |
| 10                                               | Stanisław Gębala     | rozgrywający | 01.06.1992 | 195    |
| 13                                               | Paweł Dudkowski      | rozgrywający | 13.06.1998 | 188    |
| 16                                               | Marek Bartosik       | bramkarz     | 06.01.1999 | 190    |
| 17                                               | Marcel Sroczyk       | skrzydłowy   | 17.05.1998 | 184    |
| 19                                               | Maciej Tokaj         | rozgrywający | 19.03.1994 | 189    |
| 20                                               | Tomasz Pietruszko    | obrotowy     | 25.01.1996 | 200    |
| 21                                               | Marek Marciniak      | skrzydłowy   | 21.09.1995 | 188    |
| 22                                               | Wojciech Hajnos      | skrzydłowy   | 22.04.1998 | 180    |
| 23                                               | Jakub Bogacz         | skrzydłowy   | 30.07.1998 | 170    |
| 24                                               | Mikołaj Kupiec       | rozgrywający | 17.10.1993 | 192    |
| 27                                               | Jakub Adamski        | obrotowy     | 08.03.2000 | 193    |
| 29                                               | Kamil Drobiecki      | skrzydłowy   | 30.09.1997 | 175    |
| 36                                               | Patryk Wiącek        | bramkarz     | 08.11.1994 | 192    |
| 44                                               | Marcin Schodowski    | bramkarz     | 28.12.1987 | 188    |
| 71                                               | Roman Czyczykało     | rozgrywający | 07.07.1992 | 192    |
| Źródło: Zawodnicy. zprp.pl. [dostęp 2019-08-29]. |                      |              |            |        |

### Transfery
Transfery w sezonie 2019/2020
| Przybyli - Marek Bartosik (Pogoń Szczecin) - Jakub Bogacz (MTS Chrzanów) - Kamil Drobiecki (SPR Tarnów) - Wojciech Hajnos (SPR Żukowo) - Marcin Schodowski (Piotrkowianin Piotrków Trybunalski) | Odeszli - Krystian Bondzior (Górnik Zabrze) - Dawid Dawydzik (Azoty-Puławy) - Łukasz Kużdeba (SPR Tarnów) - Patryk Małecki (SPR Tarnów) - Jakub Moryń (Azoty-Puławy) - Jakub Skrzyniarz (Górnik Zabrze) - Mikołaj Szymyślik (CHEV Diekirch) |

## Europejskie puchary
| Rozgrywki                 | Sezon     | Runda       | Kraj                 | Rywal                     | Dom   | Wyjazd | Dwumecz | Źródło |
| ------------------------- | --------- | ----------- | -------------------- | ------------------------- | ----- | ------ | ------- | ------ |
| Puchar Zdobywców Pucharów | 1993/1994 | 1/16 finału | Belgia               | Extran Beyne              | 23:23 | 19:22  | 42:45   | [ 5 ]  |
| City Cup                  | 1995/1996 | 1/16 finału | Cypr                 | Cyprus College            | 36:23 | 36:29  | 72:52   | [ 5 ]  |
| City Cup                  | 1995/1996 | 1/8 finału  | Islandia             | UMFA Mosfellsbaer         | 23:29 | 18:30  | 41:59   | [ 5 ]  |
| City Cup                  | 1999/2000 | 1/16 finału | Cypr                 | Latsia Nicosia            | 37:18 | 35:18  | 72:36   | [ 5 ]  |
| City Cup                  | 1999/2000 | 1/8 finału  | Hiszpania            | CBM Valladolid            | 18:31 | 24:40  | 42:71   | [ 5 ]  |
| Puchar Zdobywców Pucharów | 2005/2006 | Runda 2     | Hiszpania            | CBM Valladolid            | 27:36 | 30:35  | 57:71   | [ 5 ]  |
| Challenge Cup             | 2006/2007 | Runda 3     | Włochy               | ALPI Pallamano Prato      | 32:30 | 41:23  | 73:53   | [ 5 ]  |
| Challenge Cup             | 2006/2007 | 1/8 finału  | Grecja               | ASE Doukas School         | 40:25 | 37:36  | 77:61   | [ 5 ]  |
| Challenge Cup             | 2006/2007 | 1/4 finału  | Bośnia i Hercegowina | Konjuh Namjestaj Zivinice | 34:33 | 36:29  | 70:62   | [ 5 ]  |
| Challenge Cup             | 2006/2007 | 1/2 finału  | Rumunia              | CS UCM Resita             | 36:37 | 32:32  | 68:69   | [ 5 ]  |
| Liga Mistrzów             | 2007/2008 | Grupa G     | Norwegia             | Drammen HK                | 31:32 | 33:33  | –       | [ 5 ]  |
| Liga Mistrzów             | 2007/2008 | Grupa G     | Hiszpania            | BM Ciudad Real            | 20:37 | 25:40  | –       | [ 5 ]  |
| Liga Mistrzów             | 2007/2008 | Grupa G     | Niemcy               | SG Flensburg-Handewitt    | 19:34 | 33:32  | –       | [ 5 ]  |
| Puchar EHF                | 2008/2009 | Runda 3     | Portugalia           | OS Belenenses             | 26:30 | 29:35  | 55:65   | [ 5 ]  |